# Katastrofa lotu Sterling Airways 296
Katastrofa lotu Sterling Airways 296 wydarzyła się 14 marca 1972 roku w okolicach miasta Kalba w Zjednoczonych Emiratach Arabskich. Samolot Sud Aviation Caravelle, należący do duńskich linii lotniczych Sterling Airways, rozbił się o górę na wysokości 1600 m n.p.m. W wyniku katastrofy śmierć poniosło 112 osób (106 pasażerów i 6 członków załogi) – wszyscy na pokładzie.
Sud Aviation Caravelle (nr rej. OY-STL) odbywał lot na linii Kolombo – Dubaj – Kopenhaga. Pasażerami samolotu byli europejscy (przeważnie duńscy) turyści wracający z wakacji na Sri Lance. W Dubaju maszyna miała zostać zatankowana i wyruszyć w dalszą podróż. Dwie godziny po starcie z Kolombo samolot dolatywał do Zjednoczonych Emiratów Arabskich. O godzinie 18:04 samolot uderzył o górę, nieopodal miasta Kalba. Zderzenie nastąpiło na wysokości 1600 metrów nad poziomem morza. Spośród 112 osób na pokładzie nikt nie przeżył katastrofy.
Przyczyną katastrofy był błąd pilota samolotu. Pilot zszedł poniżej minimalnej określonej wysokości i znalazł się na feralnym poziomie 1600 metrów. Samolot zszedł tak nisko, gdyż załoga uznała, iż są wystarczająco blisko Dubaju, by rozpocząć zniżanie w celu podchodzenia do lądowania. Ze względu na gęste chmury załoga nie dostrzegła w porę zbliżającej się góry.
Katastrofa lotu Sterling Airways 296 jest największą katastrofą lotniczą pod względem liczby ofiar, do jakiej doszło na terenie Zjednoczonych Emiratów Arabskich.

## Narodowości ofiar katastrofy
| Kraj      | Pasażerowie | Załoga | Razem |
| --------- | ----------- | ------ | ----- |
| Dania     | 68          | 6      | 74    |
| Szwecja   | 20          | 0      | 20    |
| Norwegia  | 12          | 0      | 12    |
| Finlandia | 4           | 0      | 4     |
| RFN       | 2           | 0      | 2     |
| Razem:    | 106         | 6      | 112   |

- Źródło:[2].